# Дюртюли
Дюртюли (на башкирски: Дүртөйлө) е град, административен център на Дюртюлийски район, автономна република Башкирия, Русия. Населението му към 1 януари 2018 година е 30 969 души.